# Contea di Beaver (Pennsylvania)
La contea di Beaver (in inglese Beaver County) è una contea dell'area occidentale dello Stato della Pennsylvania negli Stati Uniti. Il capoluogo di contea è Beaver.

## Geografia fisica
La contea si trova nella parte occidentale dello Stato, al confine con Ohio e Virginia Occidentale. Il territorio è prevalentemente collinare. Nell'area centrale scorre il fiume Ohio dapprima verso nord per poi piegare verso sud-ovest. L'Ohio riceve da nord il fiume Beaver. Nell'area nord-orientale scorre il Connoquenessing Creek ed in quella meridionale il Raccoon Creek. Nel sud della contea è situato il parco statale di Raccoon Creek.
Il capoluogo di contea è la cittadina di Beaver posta alla confluenza del fiume omonimo nell'Ohio.

### Contee confinanti
- Contea di Lawrence - nord
- Contea di Butler - nord-est
- Contea di Allegheny - sud-est
- Contea di Washington - sud
- Contea di Hancock (Virginia Occidentale) - ovest
- Contea di Columbiana (Ohio) - ovest

## Storia
I primi abitanti del territorio furono irochesi e Delaware. La contea fu istituita nel 1800 su un territorio che fino a quel momento aveva fatto parte delle contee di Washington e Allegheny. Fu chiamata così perché i nativi si facevano chiamare così in quanto l'animale beaver (castoro) era molto diffuso nell'area o per l'omonimo fiume. Nel 1820 la Harmony Society fondò la comunità di Economy sulla riva del fiume Ohio. L'Harmony Society era una comunità di cristiani esoterici fondata in Germania che a seguito delle persecuzioni della chiesa luterana emigrò in America. La comunità di Economy dopo un successo iniziale ebbe una lunga fase di declino e fu formalmente disciolta nel 1906.

## Comuni

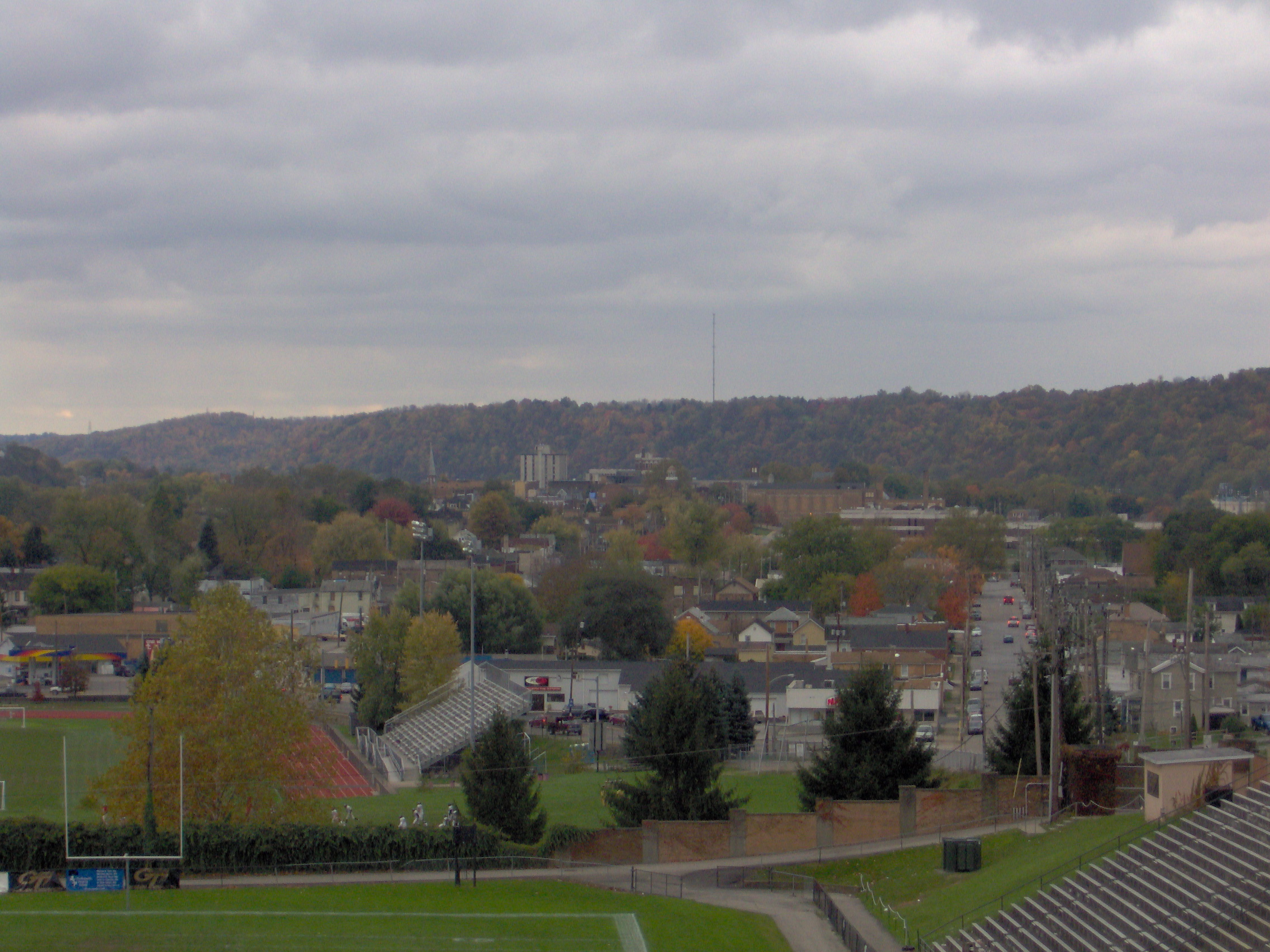
Panorama di Beaver Falls

## Comuni[5]
| - Aliquippa - city - Ambridge - borough - Baden - borough - Beaver - borough - Beaver Falls - city - Big Beaver - borough - Bridgewater - borough - Brighton - township - Center - township - Chippewa - township - Conway - borough - Darlington - township - Darlington - borough - Daugherty - township - East Rochester - borough - Eastvale - borough - Economy - borough - Ellwood City - borough - Fallston - borough - Frankfort Springs - borough - Franklin - township - Freedom - borough - Georgetown - borough - Glasgow - borough - Greene - township - Hanover - township - Harmony - township | - Homewood - borough - Hookstown - borough - Hopewell - township - Independence - township - Industry - borough - Koppel - borough - Marion - township - Midland - borough - Monaca - borough - New Brighton - borough - New Galilee - borough - New Sewickley - township - North Sewickley - township - Ohioville - borough - Patterson Heights - borough - Patterson - township - Potter - township - Pulaski - township - Raccoon - township - Rochester - township - Rochester - borough - Shippingport - borough - South Beaver - township - South Heights - borough - Vanport - township - West Mayfield - borough - White - township |